# À ton bonheur
Pour plus de détails, voir Fiche technique et Distribution.
À ton bonheur (Flames of the Flesh) est un film muet américain réalisé par Edward LeSaint, sorti en 1920.

## Synopsis
Trahie et rejetée par son amant, Candace est sur le point de se suicider lorsque Charles Boardman lui redonne le goût de vivre en lui proposant de se venger de tous les hommes. Boardman emmène Candace à Paris où, sous la tutelle de Madame Binnat, une célèbre courtisane, elle change son nom en Laure et devient une séduisante courtisane. Lorsque Charles Eastcoat, fils de Simon Eastcoat, un millionnaire américain, succombe à ses charmes, son frère aîné Bruce intervient mais subit le même sort que Charles. Alors Simon vient à Paris pour raisonner son fils aîné, et Laure reconnaît en lui l'homme qui l'a trahie. Réalisant qu'elle tient à Bruce, Laure avale du poison et renonce à sa vengeance plutôt que de déshonorer l'homme qu'elle aime.

## Fiche technique
- Titre original : Flames of the Flesh
- Réalisation : Edward LeSaint
- Scénario : Dorothy Yost, d'après une histoire de Forrest Halsey et Clara Beranger
- Société de production : Fox Film Corporation
- Pays de production :  États-Unis
- Langue : film muet
- Format : Noir et blanc — 35 mm — 1,33:1 — Muet
- Durée : 50 minutes
- Dates de sortie : 
  - États-Unis : 3 janvier 1920
  - France : 8 avril 1921

## Distribution
- Gladys Brockwell : Candace
- William Scott : Bruce Eastcoat
- Harry Spingler : Charles Eastcoat
- Ben Deely : Craig Boardman
- Charles K. French : Simon Eastcoat
- Louis Fitzroy : le secrétaire d'Eastcoat
- Mme. Rosita Marstini : Suzette De Pouges
- Josephine Crowell : Madame Binnat
- Nigel De Brullier : Henri Leland
- Louise Emmons : rôle indéterminé (non  créditée)